# 김병욱 (1895년)
김병욱(金秉旭, 일본식 이름: 永田種秀나가타 다네히데, 1895년 8월 8일 ~ ?)은 일제강점기의 교육인 출신 관료이며, 조선총독부 중추원 참의도 지냈다.

## 생애
한성부에서 조선 말기 관리의 아들로 태어났다. 1914년에 경성고등보통학교를 졸업하고, 곧바로 이 학교 사범과에 입학하여 이듬해 졸업했다.
학교를 졸업한 1915년에 조선공립보통학교 훈도에 임명되면서 교육계에 들어섰다. 순천공립보통학교와 모교인 경성고등보통학교 훈도를 거쳐 1922년에는 경성사범학교 훈도를 역임했다.
약 10여년 동안의 교직 생활 끝에 1925년에 조선총독부 도 시학에 임명되어 교육행정 관료가 되었다. 경상북도 학무과에서 근무하다가 1930년에는 총독부 군수로 승진하여 경북 봉화군과 청도군에서 군수로 근무했다.
1934년에는 도 이사관에 임명되어 경북 산업과장으로 발령받았고, 총독부 내무국과 학무국 사무관과 중추원 참의를 지냈다. 1940년을 기준으로 정6위 훈6등에 서위되어 있었다.
2002년 발표된 친일파 708인 명단의 중추원 부문과 총독부 사무관 부문, 2008년 공개된 민족문제연구소의 친일인명사전 수록예정자 명단 가운데 관료 부문과 중추원 부문에 선정되었으며 2009년 친일반민족행위진상규명위원회가 발표한 친일반민족행위 705인 명단에도 포함되었다.

## 같이 보기
- 조선총독부 중추원

## 참고자료
- 김병욱(金秉旭) - 국사편찬위원회